# U-219
| U-219                      | U-219 | U-219 |
| -------------------------- | --- | --- |
|                            | | |
|                            | | |
|                            | | |
| Під прапором               | Третій Рейх | Третій Рейх |
| Спуск на воду              | 6 жовтня 1942 року | 6 жовтня 1942 року |
| Виведений зі складу флоту  | 12 грудня 1942 року | 12 грудня 1942 року |
| Сучасний статус            | 15 липня 1945 року прийнятий на службу Імперського флоту Японії як I-505; у серпні 1945 року капітулював та здався у Джакарті (Нідерландська Ост-Індія) | 15 липня 1945 року прийнятий на службу Імперського флоту Японії як I-505; у серпні 1945 року капітулював та здався у Джакарті (Нідерландська Ост-Індія) |
| Проєкт                     | | |
| Тип ПЧ                     | Підводний мінний загороджувач | Підводний мінний загороджувач |
| Розробник проєкту          | Friedrich Krupp Germaniawerft, Кіль | Friedrich Krupp Germaniawerft, Кіль |
| Вартість                   | 4 439 000 ℛℳ | 4 439 000 ℛℳ |
| Основні характеристики     | | |
| Швидкість (надводна)       | 17 вузлів | 17 вузлів |
| Швидкість (підводна)       | 7 вузлів | 7 вузлів |
| Робоча глибина занурення   | 100 м | 100 м |
| Гранична глибина занурення | 220 м | 220 м |
| Автономність плавання      | 18450 миль (34 170 км) на швидкості 10 вузлів (19 км/год) (в надводному положенні) 93 милі (172 км) на швидкості 4 вузли (у підводному положенні)       | 18450 миль (34 170 км) на швидкості 10 вузлів (19 км/год) (в надводному положенні) 93 милі (172 км) на швидкості 4 вузли (у підводному положенні)       |
| Екіпаж                     | 52 особи | 52 особи |
| Розміри                    | | |
| Довжина найбільша (по КВЛ) | 89,8 м | 89,8 м |
| Ширина корпусу найб.       | 6,2 м | 6,2 м |
| Висота                     | 10,2 м | 10,2 м |
| Середня осадка (по КВЛ)    | 4,71 м | 4,71 м |
| Водотоннажність надводна   | 1763 т | 1763 т |
| Озброєння                  | | |
| Артилерія                  | 1 × 105-мм палубна гармата SK C/32 | 1 × 105-мм палубна гармата SK C/32 |
| Торпедно- мінне озброєння  | 2 ТА, 15 торпед. 66 мін SMA у 30 шахтах | 2 ТА, 15 торпед. 66 мін SMA у 30 шахтах |
| ППО                        | 1 × 37-мм зенітна гармата FlaK 36/37/43 1 × 20-мм зенітна гармата FlaK 30                                                                               | 1 × 37-мм зенітна гармата FlaK 36/37/43 1 × 20-мм зенітна гармата FlaK 30                                                                               |

U-219 — німецький підводний човен типу XB класу великих океанських човнів-мінних загороджувачів з великою дальністю ходу, що входив до складу Військово-морських сил Третього Рейху за часів Другої світової війни. Закладений 31 травня 1941 року на верфі Friedrich Krupp Germaniawerft у Кілі. Спущений на воду 6 жовтня 1942 року, а 12 грудня 1942 року корабель увійшов до складу ВМС нацистської Німеччини. Єдиним командиром човна був корветтен-капітан Вальтер Бурггаген.
U-219 за час своєї кар'єри здійснив два бойових походи, в яких не потопив жодного судна противника. Входив до складу 33-ї човнової флотилії німецького флоту, до складу якої входили також U-848, U-849, U-850, U-177 та U-510, які діяли переважно в Індійському океані з базуванням на Пінанг.
8 травня 1945 року, після отримання звістки про капітуляцію Німеччини, субмарина була захоплена японцями в Батавії, а 15 липня 1945 року човен прийняли на службу Імперського флоту Японії як I-505. У серпні 1945 року капітулював британським морякам та у лютому 1946 року потоплений як мішень голландським есмінцем «Кортенар» у Зондській протоці.